# Bruges-Capbis-Mifaget
Bruges-Capbis-Mifaget è un comune francese di 938 abitanti situato nel dipartimento dei Pirenei Atlantici nella regione della Nuova Aquitania.
Il comune è nato il 1º gennaio 1973 dalla fusione dei comuni di Bruges (Pirenei Atlantici), Capbis e Mifaget.

## Società

### Evoluzione demografica
Abitanti censiti